# Bonarda Piemontese
Bonarda Piemontese ist eine Rotweinsorte aus Italien. Sie wird in der Region Piemont kultiviert und dort in DOC-Verschnitten mit Nebbiolo sowie sortenrein als Tafelwein verwendet.
In den DOC-Weinen Colli Piacentini, Colli di Parma (Emilia-Romagna) und Oltrepò Pavese (Lombardei) ist Bonarda enthalten.
Große Bestände sind auch in Argentinien bekannt, auch wenn von allen Ampelographen noch nicht zweifelsfrei anerkannt. Bonarda Piemontese ist eine Varietät der Edlen Weinrebe (Vitis vinifera). Sie besitzt zwittrige Blüten und ist somit selbstfruchtend. Beim Weinbau wird der ökonomische Nachteil vermieden, keinen Ertrag liefernde, männliche Pflanzen anbauen zu müssen.

## Synonyme
Bonarda Piemontese ist auch unter folgenden 15 Namen bekannt: Balsamina, Bonarda, Bonarda a Grandes Grappes, Bonarda del Monferrato, Bonarda dell’ Astigiano, Bonarda di Asti, Bonarda di Chieri, Bonarda di Piemonte, Bonarda du Piemont, Bonarda Nera, Bonarda Nero, Driola, Kanaiolo Krasnyi und Negrin.